# Адептус Механікус
Аде́птус Меха́нікус (англ. Adeptus Mechanicus) — у вигаданому всесвіті Warhammer 40000 одна з установ Імперіуму. Основна її функція — збереження і просування наукової і технологічної думки Імперіуму. Являє собою радше культ, аніж науково-дослідну установу, на існування якого Екклезіархія закриває очі та не оголошує його єретичним, зважаючи на практичну корисність.
Довгий час Адептус Механікус були важливою складовою тла («беку») Warhammer 40000, а в 2015 році отримали власний кодекс для настільної гри.

## Місце у всесвіті Warhammer 40000
Адептус Механікус є частиною Імперіуму, проте має значний ступінь незалежності. Фактично ця організація є союзником, а не складовою Імперіуму. Символом Адептус Механікус є череп, половина якого кістяна, а половина залізна, на фоні шестерні.
Організація зберігає знання про технології та відшукує втрачені, меншою мірою розробляючи нові. У розпорядженні Адептус Механікус знаходяться цілі планети, Світи-кузні, де виробляється техніка для потреб всього людства. Окрім того їм доступні власні війська.
Столицею є Марс, планета-сестра Священної Терри. Марс — перший і найпотужніший Світ-кузня. З нього находить озброєння і військова техніка для захисту людства. На Марсі розташовуються найбільші у Галактиці верфі, що випускають кораблі для Імперського Флоту.
Адептус Механікус користуються власною мовою під назвою Лінгва Техніс (Lingua-technis). Вона передає інформацію у двійковому коді, тому незрозуміла звичайним людям. Техножерці широко використовують її для комунікації з технікою, а іноді й як повсякденну мову.

## У настільній грі
Війська Адептус Механікус вирізняються сильною піхотою, озброєною стрілецькою зброєю. Значення атаки деяких стрільців можна перекидати для отримання кращого результату. Разом з тим піхота Механікус повільна і вразлива, вони не володіють транспортом. Раз на хід гравець за Адептус Механікус може використати здатність «Кантати Омніссії» та випадковим чином отримати один з шести бонусів для обраного юніта.

## Культ Механікус
Культ Механікус вчить, що знання священне, також як священні будь-які носії знання. Вищим об'єктом віри є Бог-Машина, також званий Деус Механікус, або Омніссія (Omnissiah), всюдисущий і всемогутній дух, що керує машинами і знанням. Зазвичай вважається, що Омніссія є аспектом Божественного Імператора. Разом з тим механікуми не визнають влади Екклезіархії над собою, дотримуючись лише власного автономного культу Бога-Машини.
Омніссія уявляється доброзичливим до людства, і саме ним створені всі технології та те, що у всесвіті Warhammer 40,000 вважається науковим знанням. Йому підкоряються Духи Машин, які, як вчить Культ, населяють всі машини, і яким необхідно молитися, щоб забезпечити нормальну роботу техніки.
Кінцевою метою Культу є зрозуміти Омніссію. Ця мета втілена в іншій меті — пошуці знань. Механікуми вважають, що всі знання вже існують, і їхнє завдання — знайти їх, досліджувати, і зібрати разом. Адептус Механікус не люблять проводити дослідження, і, якщо вони все-таки проводяться, результати зазвичай втаємничують.
Механікуми розбиті на ряд фракцій: Хамріани, які досліджують заборонений штучний розум, Омніссіади, що намагаються викликати дух Омніссії, Органіцісти, які розглядають біологічні удосконалення, як рівні кіберімплантам техноадептів. Деякі з цих фракцій прийнятні, деякі розглядаються як єретичні.
Єресь Гора породила Темних Механікумів, що шукають з'єднання технологій з потужністю Хаосу. Техножерці єретиків створили ряд руйнівних бойових машин, у тому числі сталк-танки Кривавого Пакту.

## Історія

### Ера Розбрату
Ера Розбрату, що охопила все людство, і роз'єднала його, зачепила і Марс. Вона принесла незліченні лиха і на цю планету, призвівши загибель екосистеми, що створювалася людьми протягом століть терраформуванням, і обернула багатьох з вцілілого населення на деградованих мутантів.
Порятунком для людей став культ Бога-Машини, послідовники якого методично відшукували уламки втрачених знань, і відбудовували зруйновані притулки та анти-радіаційні щити. Невіруючі, незважаючи на їх запеклий опір, були витіснені в радіоактивні пустелі Марса, і, здебільшого, загинули.
Відновивши порядок на своїй планеті, техножерці звернули свій погляд на Священну Терру. Вони виявили, що цивілізованого світу на давній прабатьківщині людства більше немає, і її заповнили ордами лютих техноварварів, які борються один з одним. Не кращим виявився й стан більшості інших світів людей. Величезна кількість дослідницьких кораблів безслідно зникли, проте уцілілим вдалося заснувати багато колоній, побудованих за зразком Марса, які стали в подальшому світами-фабриками.

### Пришестя Імператора
Коли Ера Розбрату наближалася до кінця, на Священній Террі з'явився Імператор, який після низки воєн об'єднав планету, що поклало початок Великому Хрестовому Походу для об'єднання всього людства. Техножерці Марса оголосили Імператора втіленням Омнісії, і з радістю прийняли верховенство новоутвореного Імперіуму.
Однак, з цим погодилися не всі; під час жорстокої громадянської війни противники Божественного Імператора були знищені.
Великий Хрестовий похід дозволив Техножерцям нарешті встановити стійкий зв'язок з усіма світами-фабриками, і заснувати безліч нових. Протягом усього походу адепти Бога-Машини продовжували постачати армії Імператора все необхідне.

### Єресь Гора
Єресь Гора, розірвавши новонароджений Імперіум, прокотилася і по Адептус Механікус. Багато механікумів перейшли на бік єретиків, і обернули зброю проти своїх побратимів. З тих часів всіх техножерців-єретиків стали називати Темними Механікусами. Їх головою став Архімаг Соломон Аббадон, що заснував власну цитадель Єрихон.
Єрихонська фортеця, Кастеллум Єрихон, була надійно захищена від орбітальних бомбардувань неймовірно потужним давнім артефактом. Однак імперські механікуми знайшли спосіб взяти і цю фортецю. Вони розробили Акустичний Руйнівник, що знищив цитадель техноєретиків.
Після успішного розгрому прихильників Хаосу механікуми зайняли своє місце в імперській структурі, а їх голова, Генерал-Фабрикатор Марса, увійшов до числа Вищих Лордів Терри.

## Структура
Адептус Механікус мають певну автономію в Імперіумі і окреме управління. За їхніми уявленнями всім керує Омніссія, від імені котрого правлять Верховні Лорди Терри, котрим в свою чергу підпорядковуються прибічники Культу Механікус, тобто, всі Адептус Механікус. Лідером є Фабрикатор-Генерал (англ. Fabricator-General), відомий і як Магос-Механікус (англ. Magos Mechanicus), один з Верховних Лордів Терри. Його представником на Марсі є Фабрикатор Локум (англ. Fabricator Locum).

### Техножерці
Техножерці — науковці та релігійні лідери, котрі поділяються на Правляче жрецтво (англ. Ruling Priesthood) та Просте жрецтво (англ. Ordinary Priesthood).

#### Правляче жрецтво
- Магоси — вищі жерці, котрі повелівають якоюсь із галузей життя Адептус Мехінікус. Наприклад, Магоси-Дослідники керують Дослідницьким Флотом, а Магоси Прайм займаються військовою справою.
- Генетори — фахівці з біотехнологій. Вони досліджують нові світи в пошуках нових зразків ДНК, або щоб ввести в їх екосистеми імперських тварин.
- Логіси — радники Механікумів. Вони є статистиками, аналітиками і логістами. Логіси здатні робити прогнози з низькою ймовірністю помилки і мають репутацію провидців, успішно роблять прогнози.
- Ремісники — проектують різноманітну техніку й будівлі, а також керують Сервіторами.

#### Просте жрецтво
- Електро-жерці — бойове жрецтво, що спеціалізується на маніпулюванні електрикою, пропускаючи її через своє тіло.
- Інжевидці (англ. Enginseer) — техножерці, які служать в різних установах по всьому Імперіуму, забезпечуючи роботу машин.
- Трансмеханікуми — займаються обслуговуванням систем зв'язку.
- Лексмеханікуми — вивчають і зіставляють факти, зі швидкістю і точністю комп'ютерів обробляючи економічну статистику, звіти з планет і рапорти з поля бою. Їх метою є збирання та оптимізація даних у центральному комп'ютерному сховищі Марса.
- Рунні жерці — наносять руни і читають літургії в рамках освячення нової техніки. Крім того навчені знаходити способи вирішення виниклих проблем в діяльності машин.
- Технодесантники — в орденах Космічного Десанту служать чимало адептів Бога-Машини, за допомогою численних сервіторів, що виконують функції технічного забезпечення. Будучи невід'ємною частиною десанту, вони належать одночасно до свого Ордену, і до Адептус Механікус. Всі технодесантники проходять навчання на Марсі.

### Сервітори
Сервітори — це робітники, колишні бандити, злодії та єретики, котрі обертаються на рабів-кіборгів, чий розум відредагований і запрограмований на виконання примітивних або небезпечних завдань. Існує безліч видів сервіторів, від кіборгів для роботи в шахтах до бойових.
Джерелом сервіторів також є тіла, штучно вирощені в біорезервуарах, або піддані лоботомії злочинці чи рекрути, які не змогли успішно пройти ініціацію в Космічний десант. Вони перетворюються на живих роботів, у яких мозок використовується, як центральний процесор.

### Збройні сили
Попри те, що Адептус Механікус є частиною Імперіуму, ця організація має власну армію, незалежну від військ Імперіуму, хоча часто війська Механікусів борються пліч-о-пліч з силами Імперіуму.
- Секутори (англ. Secutor) — окремі Техножреці, які присвячують себе військовій справі.
- Скитарії (англ. Skitarii) — воїни Адептус Механікус, які поділяються на численні види, відповідно до бойового призначення. Вони, як правило, краще озброєні, аніж війська Астра Мілітарум (Імперської Гвардії), та користуються пристроями, які розширюють спектр відчуттів. Створення Скитаріїв тримається в секреті Адептус Механікус і передбачає часткову кіборгізацію. Кожний Світ-Кузня має на службі свій Легіон Скитраіїв.
- Колегія Титаніка (англ. Collegia Titanica) — складається з легіонів крокуючих бойових машин — Титанів та Лицарів.
  - Титани — гігантські крокуючі бойові машини. Кожен екіпаж очолюється Принцепсом. Механікуми вважають Титанів живими істотами і вклоняються Духам Титанів, які живуть у їхніх центральних процесорах. Механікуми не ведуть розробок нових видів Титанів, обмежуючись лише копіюванням древніх зразків; у всесвіті Warhammer 40000 бойові Титани є лише репліками технічних досягнень, яким були Титани часів Ери Розбрату[3].
  - Імперські лицарі є зменшеною подобою Титанів, які пілотуються однією людиною. На відміну від Титанів, вони використовують не плазмові реактори, а енергетичні елементи підвищеної ємності. Механікуми підтримують діяльність Лицарів на феодальних, так званих лицарських світах. Пілотування Лицарів є родовою справою, а роди складають Лицарські Доми (англ. Knight Houses)[4].
- Центурія Ординатус (англ. Centurio Ordinatus) — організація Механікусів, яка відповідає за унікальні бойові машини, що часто існують в єдиному екземплярі. Ці машини, іноді звані просто Ординатусами, конструюються для конкретної мети, часом навіть для конкретної битви.
- Леґіо Кібернетика (англ. Legio Cybernetica) — гілка Адептус Механікус, які присвячують себе конструюванню роботів. Леґіо Кібернетика заборонено наділяти роботів повноцінним штучним інтелектом.
- Оксилія Мирмідон (англ. Auxilia Myrmidon) — війська, які служать Адептус Механікус під час експедицій, а також для здійснення спеціальних операцій. Вони оснащені найбільш древньою і потужною зброєю.
- Ордо Редуктор (англ. Ordo Reductor) — військовий підрозділ Адептус Механікус для здійснення облоги і штурму укріплених позицій. Відомі також як Вершителі святої руїни (англ. Bringers of Blessed Ruin). На їх озброєнні є спеціальні роботи, як Таллакси (англ. Thallax) і Танатори (англ. Thanatar).
- Префектура Маґістреіум (англ. Prefecture Magisterium) — поліція, яка слідкує за дотриманням законів та викриває єресі.
- Дивісіо Лінґвістіка (англ. Divisio Linguistica) — організація, яка розшифровує ворожі передачі та древні тексти.
- Дослідницький Флот (англ. Explorator Fleet) — флот, ціллю якого є досліджувати регіони галактики, ще не приєднані до Імперіуму, та боротися з ксеносами.

## Техноєретики
Вплив Хаосу породив серед деяких механікумів різноманітні єресі. Книга «Адепти Пітьми» описує світ-кузню Каеронія, цілком заражену Хаосом. Техножерці, що контролюють цю планету, впали в єресь, і створили самодостатній світ канібалів, в якому неефективні працівники переробляються в поживну суміш для всіх інших, а вище керівництво планетою об'єднане в єдину мережу, втративши індивідуальності.
Численні світи-кузні з периферійних планет Шаббат були захоплені військами Хаосу. Відтоді вони служать джерелом озброєнь для Космічного десанту Хаосу, і для військ Кривавого Пакту (Blood pact).